# Billy-Berclau

Billy-Berclau este o comună în departamentul Pas-de-Calais, Franța. În 1 ianuarie 2022 avea o populație de 5.076 de locuitori.